# Заслужений діяч мистецтв України
Заслужений діяч мистецтв України — державна нагорода України — почесне звання України, яке надається Президентом України відповідно до Закону України «Про державні нагороди України». Згідно з Положенням про почесні звання України від 29 червня 2001 року, це звання надається:
|  | режисерам, хормейстерам, балетмейстерам, диригентам, художникам, художнім керівникам мистецьких колективів, композиторам, письменникам, драматургам, сценаристам, кінооператорам, мистецтвознавцям та літературознавцям, викладачам навчальних закладів культури і мистецтв за створення високохудожніх творів у галузі музики, літератури, драматургії, кінематографії, наукових праць з питань мистецтва та літератури, підготовку кадрів працівників культури і мистецтв, організацію діяльності культурної сфери |

Особи, яких представляють до присвоєння почесного звання «Заслужений діяч мистецтв України», повинні мати вищу освіту на рівні спеціаліста або магістра.
Перша назва звання — «Заслужений діяч мистецтв УРСР». Його встановлено 13 січня 1934 року.

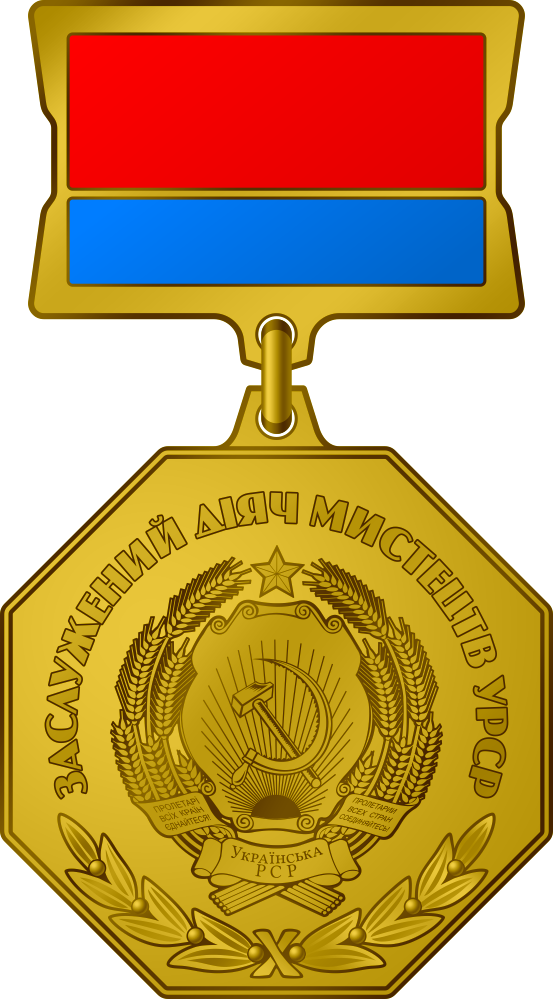
Нагрудний знак «Заслужений діяч мистецтв УРСР»
Нагрудний знак «Заслужений діяч мистецтв України» (до 2001 року)